# Zimbabwe ved sommer-OL 2020
Zimbabwe deltager under Sommer-OL 2020 i Tokyo som bliver afviklet i perioden 23. juli til 8. august 2021.

## Medaljer
| 2020 Tokyo | Guld | Sølv | Bronze | Total |
| Zimbabwe   |      |      |        |       |

### Medaljevinderne
| Zimbabwe under sommer-OL 2020 i Tokyo | Zimbabwe under sommer-OL 2020 i Tokyo | Zimbabwe under sommer-OL 2020 i Tokyo | Zimbabwe under sommer-OL 2020 i Tokyo | Zimbabwe under sommer-OL 2020 i Tokyo |
| Medalje                               | Navn                                  | Sport                                 | Event                                 | Dato                                  |
| ------------------------------------- | ------------------------------------- | ------------------------------------- | ------------------------------------- | ------------------------------------- |
| -                                     | -                                     | -                                     | -                                     | -                                     |